# Campeonato Asiático de Atletismo de 2011 - 400 m masculino
A prova dos 400 metros masculino do Campeonato Asiático de Atletismo de 2011 foi disputada entre os dias 7 e 8 de julho de 2011 no Kobe Universiade Memorial Stadium em Kobe,  no Japão.

## Recordes
Antes desta competição, os recordes mundiais e do campeonato nesta prova eram os seguintes:
|                       | Nome                  | Nacionalidade  | Tempo  | Local     | Data                 |
| --------------------- | --------------------- | -------------- | ------ | --------- | -------------------- |
| Recorde mundial       | Michael Johnson       | Estados Unidos | 43s 18 | Sevilha   | 26 de agosto de 1999 |
| Recorde do campeonato | Sugath Thilakaratne   | Sri Lanka      | 44s 61 | Fukuoka   | 1998                 |
| Recorde asiático      | Mohamed Amer Al-Malky | Omã            | 44s 56 | Budapeste | 12 de agosto de 1988 |

## Medalhistas
| Ouro                       | Prata                 | Bronze              |
| Yousef Ahmed Masrahi (KSA) | Hideyuki Hirose (JPN) | Yūzō Kanemaru (JPN) |

## Cronograma
Todos os horários são locais (UTC+9).
| Data       | Hora  | Evento  |
| ---------- | ----- | ------- |
| 7 de julho | 11:25 | Bateria |
| 8 de julho | 18:55 | Final   |

## Resultados

### Bateria
Qualificação: 2 atletas de cada bateria  (Q) mais os  2 melhores qualificados (q).
| Posição | Bateria | Atleta                       | Nacionalidade  | Tempo | Notas                |
| ------- | ------- | ---------------------------- | -------------- | ----- | -------------------- |
| 1       | 3       | Ahmed Al-Marjibi             | Omã            | 46.06 | Q                    |
| 2       | 2       | Hideyuki Hirose              | Japão          | 46.35 | Q                    |
| 3       | 3       | Yousef Ahmed Masrahi         | Arábia Saudita | 46.47 | Q                    |
| 4       | 3       | Yusuke Ishitsuka             | Japão          | 46.58 | q                    |
| 5       | 3       | Sajjad Hashemiahangari       | Irão           | 46.79 | q                    |
| 6       | 1       | Yuzo Kanemaru                | Japão          | 46.84 | Q                    |
| 7       | 2       | Park Bong-Go                 | Coreia do Sul  | 46.97 | Q                    |
| 8       | 1       | Ismail Al-Sabani             | Arábia Saudita | 47.30 | Q                    |
| 9       | 1       | Prasanna Sampath Amarasekara | Sri Lanka      | 47.31 |                      |
| 10      | 2       | Shake Mortaja                | Índia          | 47.63 |                      |
| 11      | 2       | Hadi Rahimi                  | Irão           | 47.82 |                      |
| 12      | 1       | Dmitriy Korobeynikov         | Cazaquistão    | 47.88 |                      |
| 13      | 2       | Heru Astriyanto              | Indonésia      | 47.89 | Recorde da temporada |
| 13      | 3       | Karar Al-Abbody              | Iraque         | 47.89 | Recorde da temporada |
| 15      | 1       | Obaid Al Quraini             | Omã            | 48.11 |                      |
| 16      | 3       | Yuvaraaj Panerselvam         | Malásia        | 48.17 |                      |
| 17      | 3       | Hafiy Tajuddin Rositi        | Brunei         | 49.81 | Recorde pessoal      |
| 18      | 2       | M. Tsetsegmaa                | Mongólia       | 51.92 |                      |
| 19      | 1       | Haji Muhammad Sukardi        | Brunei         | 52.00 |                      |
| 20      | 1       | Abdul Qahar Rahmati          | Afeganistão    | 55.78 |                      |

### Final
A final da prova ocorreu dia 8 de julho às 18:55.
| Posição           | Raia | Atleta                 | Nacionalidade  | Tempo | Notas |
| ----------------- | ---- | ---------------------- | -------------- | ----- | ----- |
| Medalha de ouro   | 6    | Yousef Ahmed Masrahi   | Arábia Saudita | 45.79 |       |
| Medalha de prata  | 4    | Hideyuki Hirose        | Japão          | 46.03 |       |
| Medalha de bronze | 7    | Yuzo Kanemaru          | Japão          | 46.38 |       |
| 4                 | 2    | Sajjad Hashemiahangari | Irão           | 46.53 |       |
| 5                 | 3    | Yusuke Ishitsuka       | Japão          | 46.53 |       |
| 6                 | 8    | Ismail Al-Sabani       | Arábia Saudita | 47.15 |       |
| 7                 | 9    | Park Bong-Go           | Coreia do Sul  |       | DNF   |
| 8                 | 5    | Ahmed Al-Marjibi       | Omã            |       | DSQ   |

Legenda
| Recorde mundial       | Recorde mundial (World record)               |                       | Recorde africano                      | Recorde africano (African) |                                           | Q | Classificado por posição (Qualified) |
| Recorde do campeonato | Recorde do campeonato (Championship record)  | Recorde da América    | Recorde da América (Americas)         | q                          | Classificado por melhor tempo (Qualified) |   |                                      |
| Melhor marca do ano   | Melhor marca do ano (World leading)          | Recorde asiático      | Recorde asiático (Asian)              | DNS                        | Não largou (Did not start)                |   |                                      |
| Recorde nacional      | Recorde nacional (National record)           | Recorde europeu       | Recorde europeu (European)            | DNF                        | Não terminou (Did not finish)             |   |                                      |
| Recorde pessoal       | Recorde pessoal do atleta (Personal best)    | Recorde da Oceania    | Recorde da Oceania (Oceania)          | DSQ / DQ                   | Desclassificado (Disqualified)            |   |                                      |
| Recorde da temporada  | Recorde da temporada do atleta (Season best) | Recorde sul-americano | Recorde sul-americano (South America) | NM                         | Sem marca (No mark)                       |   |                                      |